# Johann Friedrich Städel

Johann Friedrich Städel (* 1. November 1728 in Frankfurt am Main; † 2. Dezember 1816 ebenda) war ein deutscher Privatbankier und Mäzen. Seine testamentarisch verfügten Stiftungen waren die Grundlage des heutigen Städel Museums und der Städelschule.

## Leben
Städels Vater war der aus Straßburg stammende Johann Daniel Städel, der im Jahre 1718 nach Frankfurt übersiedelte, einen „Spezereienhandel“ (Gewürzhandel) eröffnete und 1719 Maria Dorothea Petzel, Tochter eines vermögenden Kaufmanns, heiratete. Nach dem Tod der Eltern 1777 und 1778 führte Johann Friedrich Städel die Geschäfte zunächst fort, tätigte aber zunehmend Geldgeschäfte. Schließlich wechselte er völlig ins Bankgeschäft, beispielsweise durch Kreditgeschäfte mit der Stadt Frankfurt und dem Bischof von Straßburg. Zudem vertraute er dem jüdischen Bankier Mayer Amschel Rothschild 1799 die beträchtliche Geldsumme von 70.500 Gulden an. Das gesamte Eigenkapital Städels wuchs von 1783 bis zu seinem Tode 1816 von 580.000 Gulden auf 1.407.000 Gulden an. Bis ins Jahr 1777 lebte er im elterlichen Haus am Kornmarkt, bevor er ein eigenes Haus am Roßmarkt bezog.
Ab dem Jahr 1770 sammelte Städel Gemälde und Zeichnungen, die er in Paris, Amsterdam, London, aber auch in Frankfurt einkaufte. Die Sammlung belief sich bis zu Städels Tod auf rund 500 Gemälde, vorwiegend flämischer, holländischer und deutscher Künstler des 17. und 18. Jahrhunderts; darüber hinaus etwa 2000 Druckgrafiken (Kupferstiche) und Zeichnungen. Interesse an den Kupferstichen aus der Sammlung zeigte Johann Wolfgang Goethe, der Städel mehrfach zur Besichtigung der Werke besuchte.
Städel war unverheiratet und kinderlos geblieben. Im Jahr 1793 plante er erstmals eine Kunststiftung, möglicherweise angeregt durch die Öffnung des Louvre als öffentlicher Galerie im gleichen Jahr. Im Jahr 1811 bat er den Fürsten Karl Theodor von Dalberg um das Stiftungsdekret. Im Testament, das zuletzt 1815 geändert wurde, verfügte er, dass sowohl eine öffentliche Kunstsammlung zu errichten sei, das Städelsche Kunstinstitut, als auch eine Kunstschule, an der ohne Unterschied von Geschlecht und Religion unentgeltlich unterrichtet werden sollte, die Städelschule, heute staatliche Kunsthochschule. Es war die erste bürgerliche Gründung dieser Art. Die gesamten Kunstwerke im Besitz von Städel gingen an die Stiftung über, verblieben aber zunächst im Wohnhaus am Roßmarkt.
Sein Testament wurde zum Ausgangspunkt einer berühmten juristischen Kontroverse im 19. Jahrhundert. Die von ihm beauftragten Administratoren beantragten bei der Stadt Frankfurt die Genehmigung einer Stiftung und nahmen zugleich im Namen des Instituts die Erbschaft an. 1817 meldeten sich jedoch zwei weitläufig verwandte Frauen aus Straßburg. Sie fochten das Testament mit dem Argument an, dass niemand Erbe sein könne, der zum Zeitpunkt des Todes noch nicht juristisch existent gewesen sei und klagten auf Herausgabe des Nachlasses. Der Rechtsstreit beschäftigte zunächst das Stadtgericht, dann das Appellationsgericht Frankfurt am Main und schließlich das Oberappellationsgericht der vier Freien Städte Hamburg, Bremen, Lübeck und Frankfurt. Erst zwölf Jahre nach Städels Tod wurde das Gerichtsverfahren 1828 durch einen Vergleich beendet. Die inzwischen drei Kläger bekamen ein Viertel des Nachlasses von etwa 300.000 Gulden ausgezahlt. Durch die Prozesskosten hatte der Nachlass zusätzlich gelitten. Erst nachdem seine Existenz gesichert war, konnte das Institut richtig tätig werden.
Die durch Städels Testament aufgeworfene juristische Frage wurde erst Jahrzehnte später in § 84 Bürgerliches Gesetzbuch (nach der Reform des BGB vom 1. Juli 2023 § 80, Abs. 2) geregelt. Demnach gilt heute eine Stiftung für die Zuwendung des Stifters als schon vor dessen Tod entstanden, wenn sie erst nach dessen Tod als rechtsfähig anerkannt wird. Damit ist sie auch erbfähig.